# Jeroen Prins

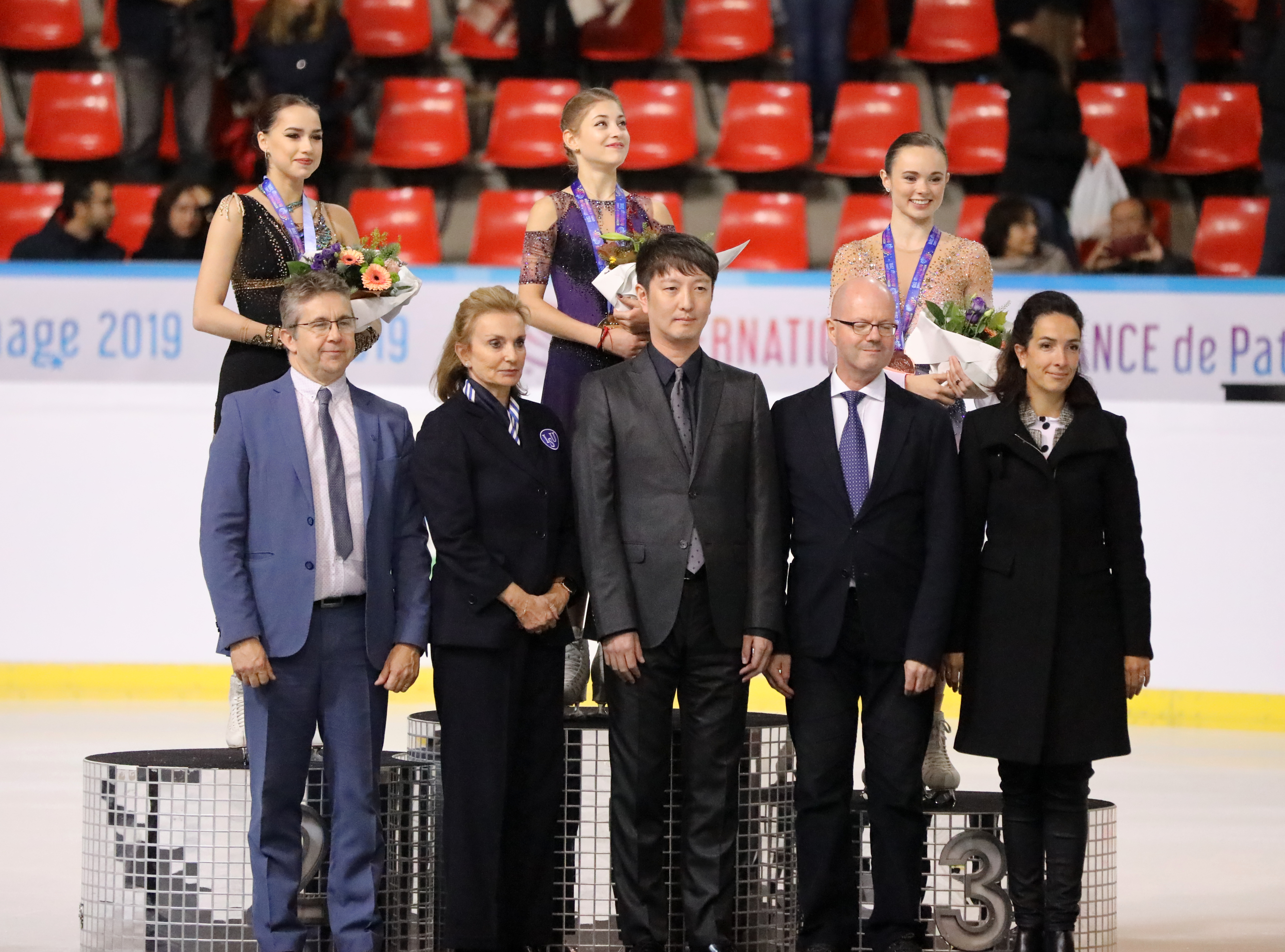
Jeroen Prins (tweede van rechts) in 2019

Jeroen Willem Alingh Prins (Den Haag, 12 januari 1964) was een Nederlandse kunstrijder en werd op zijn 18e jurylid. In 1989 werd hij internationaal jurylid en vervolgens in 1992 jurylid voor ISU-kampioenschappen. Sinds 2001 heeft hij als enige Nederlander de hoogst mogelijke kwalificatie als jurylid, namelijk ISU Referee. Sinds 2011 is Jeroen tevens ISU Technisch Controller Paarrijden en sinds 2012 ISU Technisch Controller Solorijden.
Hij was in 2006 bij de Olympische Spelen in Turijn substituut-jurylid in zijn favoriete discipline (paarrijden). In 2008 heeft hij paarrijden op de Europese kampioenschappen gejureerd, in 2012 en 2014 op de WK Junioren. Hij is een van de meest actieve kunstrij-officials ter wereld, het complete overzicht is te vinden op: https://skatingscores.com/ned/official/jeroen_prins/
In 2006 was Prins jurylid bij de eerste editie van Dancing On Ice en sinds 2007 is hij actief als commentator bij Eurosport.
Jeroen werd door de KNSB genomineerd als jurylid Paarrijden op de Olympische Winterspelen in 2022 in Beying.